# Aylmer Hunter-Weston
Aylmer Hunter-Weston (né le 23 septembre 1864 - mort le 18 mars 1940 à Hunterston) fut un général britannique. Il a servi dans l'Armée britannique lors de la Première Guerre mondiale.